# Meromyza stackelbergi
Meromyza stackelbergi är en tvåvingeart som beskrevs av Lidia Ivanovna Fedoseeva 1967. Meromyza stackelbergi ingår i släktet Meromyza och familjen fritflugor. Inga underarter finns listade i Catalogue of Life.